# British Basketball League 1988-1989
British Basketball League 1988-1989. La stagione regolare si concluse con i Glasgow Rangers al primo posto. Nei play off s'imposero gli stessi scozzesi che vinsero il campionato.

## Classifica finale[1][2]
| Squadra                     | Pt | G  | V  | P  | % |
| --------------------------- | -- | -- | -- | -- | - |
| 1. Glasgow Rangers          | 36 | 20 | 18 | 2  | - |
| 2. Livingston BT            | 32 | 20 | 16 | 4  | - |
| 3. Bracknell Tigers         | 30 | 20 | 15 | 5  | - |
| 4. Leicester Riders         | 28 | 20 | 14 | 6  | - |
| 5. Manchester Eagles        | 26 | 20 | 13 | 7  | - |
| 6. Sunderland Saints        | 24 | 20 | 12 | 8  | - |
| 7. Hemel and Watford Royals | 18 | 20 | 9  | 11 | - |
| 8. Olympic City Giants      | 8  | 20 | 4  | 16 | - |
| 9. Solent Stars             | 8  | 20 | 4  | 16 | - |
| 10. Derby Rams              | 6  | 20 | 3  | 17 | - |
| 11. Crystal Palace          | 4  | 20 | 2  | 18 | - |

## Verdetti
- Campione del Regno Unito:   Glasgow Rangers (1º titolo)